# Secilil Eldebechel

Secilil Eldebechel

Secilil Eldebechel (geb. 1955 in Ngchesar, Palau) ist ein Politiker in Palau. Er vertrat als Delegierter den Staat (administrative Einheit) Ngchesar im Abgeordnetenhaus von Palau. Er wurde 2013 zum Finanzminister von Palau ernannt, jedoch nicht vom Senat bestätigt. Später wurde er acht Jahre lang Stabschef der Regierung des ehemaligen Präsidenten Thomas Remengesau Jr. 2020 gewann er die Wahl zum 11. OEK-Senat von Palau, wo er als Fraktionsvorsitzender (Floor Leader) fungiert.

## Jugend und Ausbildung
Eldebechel wurde auf Ngchesar geboren. Seine Mutter war die Tochter eines Japaners, der während der japanischen Besetzung als Landwirt nach Ngchesar gekommen war. Er erhielt seine Schulbildung an der Palau High School, dem Palau Community College und er graduierte 1994 an der Hawaiʻi Pacific University mit einem Bachelor in Public Finance.